# Tarzan 2
Tarzan II é um filme de animação aventura e comédia, produzido pela Walt Disney Animation Studios com a Alcon Entertainment e distribuído pela Walt Disney Pictures. O Filme conta á história da infância de Tarzan (Harrison Chad), em busca de sua origem e identidade. Quando Tarzan percebe que ele não é que nem os outros gorilas, sua mãe Kala (Glenn Close) o tornam mais forte. Mas quando estas diferenças colocam a vida de Kala em perigo, ele decide que é melhor para todos, ele se afaste e vai embora.

## Sinopse
De volta à infância de Tarzan, esta é a história de sua jornada em busca de sua origem e identidade. Quando Tarzan começa a perceber que ele não é igual aos outros gorilas, sua mãe Kala (Glenn Close) lhe assegura que estas diferenças só o tornam mais forte. Mas quando estas diferenças colocam a vida de Kala em risco, ele decide que é melhor para todos que ele se afaste e vai embora. Depois, o menino encontra um lugar estranho e desolado onde acaba conhecendo um novo amigo. Este amigo lhe ajudará a descobrir que mesmo não possuindo habilidades de um selvagem, Tarzan tem talentos próprios que o tornam uma criatura única. A partir de então, Tarzan irá desvendar quem ele realmente é.

## Elenco
| Personagens                             | Voz             |
| Tarzan                                  | Harrison Chad   |
| Zugor                                   | George Carlin   |
| Mama Gunda(pt-BR) ou Mamã Gunda(pt-PT?) | Estelle Harris  |
| Terk                                    | Brenda Grate    |
| Tantor                                  | Harrison Fahn   |
| Kala                                    | Glenn Close     |
| Uto                                     | Brad Garrett    |
| Keigo(pt-BR) ou Dago(pt-PT?)            | Ron Perlman     |
| Kerchak                                 | Lance Henriksen |

## Produção

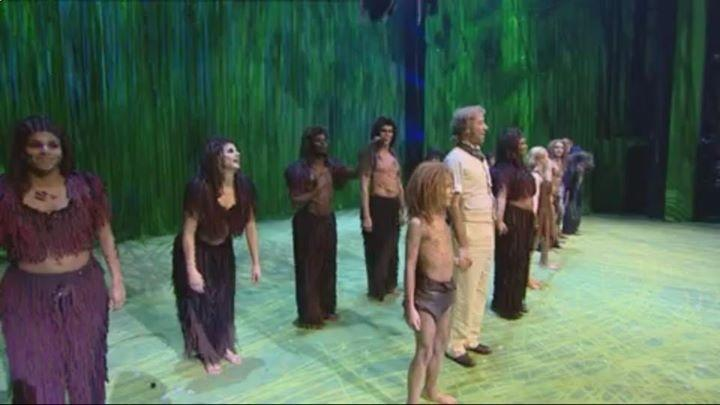
Musical da comemoração do lançamento do filme em 2012

### Animação
A animação ficou por conta de duas equipes, uma em Paris e outra em Burbank, Califórnia. A distância e diferença de horário trouxe ainda mais dificuldades para a produção do filme, especialmente nas cenas entre Tarzan e Jane. Glen Keane serviu como supervisor de animação de Tarzan nos estúdios em Paris, enquanto Ken Duncan serviu como supervisor de animação para Jane nos estúdios em Burbank. Para realizar cenas coordenadas com diversos personagens, a equipe utilizou um equipamento conhecido como "máquina de cena", que permite a troca de esboços entre os dois estúdios. Enquanto isto, cerca de duzentos animadores no estúdio "Feature Animation Florida" trabalhavam nos efeitos visuais. 

### Sobre o Filme
Em 15 de março de 2006, a Disney confirmou o continuação do filme. Foi dirigido por Pete Docter e Chris Buck, que foi responsável pelo primeiro filme Tarzan (1999). Em 13 de fevereiro de 2010, anunciaram que eles começaram o projeto.

## Trilha Sonora
Depois de meses fazer o filme que quase foi cancela por problemas de estúdio, o diretor resolveu convidar um dos cantores para as músicas dos créditos final. Foi convidado Tiffany Evans, Raven-Symoné e Jason Mraz.
A música que recebeu muitos créditos foi Who Am I de Tiffany
| N.º            | Título                                 | Duração |  |
| 1.             | ""Who Am I""                           | 2:58    |  |
| 2.             | ""Who Am I" (version by Phil Collins)" | 1:55    |  |
| 3.             | ""Son of Man""                         | 1:29    |  |
| 4.             | ""Where is my home?""                  | 1:39    |  |
| 5.             | ""Grazing in the Grass""               | 2:58    |  |
| 6.             | ""The Joker'"                          | 4:06    |  |
| Duração total: | Duração total:                         | 16:34   |  |